# Rivière Bay du Nord
La rivière Bay du Nord (en anglais : Bay du Nord River) est un cours d'eau situé au sud-est de Terre-Neuve. 
La rivière Bay du Nord a été désignée comme rivière du patrimoine canadien en 2006.

## Géographie
La rivière Bay du Nord prend sa source près du Mont Sylvester qu'elle longe, sous la forme d'un ruisseau, tout en y recueillant ses eaux de ruissellement. 
La plus grande partie de son cours d'eau est situé dans la réserve sauvage de Bay du Nord dans laquelle vit la plus grande harde de caribous des bois.
La rivière Bay du Nord se jette dans l'océan Atlantique, au nord de la baie Fortune qui s'ouvre au large face aux îles de Saint-Pierre-et-Miquelon.